# Iso Lompolo
Iso Lompolo är en sjö i Kiruna kommun i Lappland och ingår i Torneälvens huvudavrinningsområde. Sjön har en area på 0,423 kvadratkilometer och ligger 363 meter över havet. Iso Lompolo ligger i Pessinki fjällurskog Natura 2000-område. Sjön avvattnas av vattendraget Kurusjoki.

## Delavrinningsområde
Iso Lompolo ingår i det delavrinningsområde (758784-177992) som SMHI kallar för Ovan Jiellasjoki. Medelhöjden är 405 meter över havet och ytan är 17,42 kvadratkilometer. Räknas de 3 avrinningsområdena uppströms in blir den ackumulerade arean 37,88 kvadratkilometer. Kurusjoki som avvattnar avrinningsområdet har biflödesordning 4, vilket innebär att vattnet flödar genom totalt 4 vattendrag innan det når havet efter 410 kilometer. Avrinningsområdet består mestadels av skog (71 procent) och sankmarker (25 procent). Avrinningsområdet har 0,68 kvadratkilometer vattenytor vilket ger det en sjöprocent på 3,9 procent.